# Dwór w Zwróconej
Dwór w Zwróconej – zabytkowy dwór wzniesiony w XVIII w. w Zwróconej.

## Położenie
Dwór leży we wsi w Polsce położonej w województwie dolnośląskim, w powiecie ząbkowickim, w gminie Ząbkowice Śląskie.

## Opis
Obiekt jest częścią zespołu dworskiego, w skład którego wchodzą jeszcze: budynki mieszkalne i gospodarcze z murowano-szachulcową stodołą, bramą.